# Biblioteca Nacional de Nápoles
La Biblioteca Nacional de Nápoles "Víctor Manuel III" (en italiano Biblioteca Nazionale di Napoli "Vittorio Emanuele III") es un biblioteca pública nacional de Italia. Se encuentra en Nápoles, ubicada en el ala oriental del Palacio Real.
Tiene un patrimonio de 1.480.747 volúmenes impresos, de los que 4.563 incunables, 319.187 opúsculos, 18.415 manuscritos, más de 8.000 revistas y 1.826 Herculaneum papyri (papiros de Herculano), por lo que en términos cuantitativos es la tercera de las bibliotecas italianas, después de las dos Bibliotecas Nacionales Centrales de Roma y Florencia.
La Biblioteca depende de la Dirección General de Bienes Bibliográficos e Institutos Culturales del Ministero dei Beni e delle Attività Culturali.

## Historia
La Biblioteca fue fundada a finales del siglo XVIII, reuniendo en el Palazzo dei Regi Studi (Palacio de los Estudios Reales), hoy sede del Museo Arqueológico Nacional de Nápoles, las colecciones bibliográficas procedentes del Palacio de Capodimonte, como la librería farnesiana que Carlos III, hijo y heredero de Isabel de Farnesio, hizo transferir a Nápoles en 1734.
En 1804 fue abierta al público con el nombre de Reale Biblioteca di Napoli (Real Biblioteca de Nápoles), y dirigida por el gran humanista Juan Andrés, que compuso en latín la más importante memoria de la misma, publicada en bilingüe español/latín por el Instituto Juan Andrés de Comparatística y Globalización con un estudio que amplia y renueva el conocimiento de este lugar clave y muy intrincado de la cultura europea.
En 1816 asumió el nombre de Reale Biblioteca Borbonica (Real Biblioteca Borbónica). Con la Unificación de Italia, fue nombrada Biblioteca Nacional.
En 1922, después de un largo debate y por sugerencia del filósofo napolitano Benedetto Croce, la sede fue trasladada al Palacio Real y titulada en honor al rey de Italia Víctor Manuel III, que permitió la transferencia del Palacio al Estado. A la Biblioteca  Nacional fue agregada la Oﬁcina de los Papiros de Herculano, así como algunas bibliotecas históricas napolitanas: la Biblioteca del Museo di San Martino, la Brancacciana, la Provinciale, la San Giacomo.

## Galería

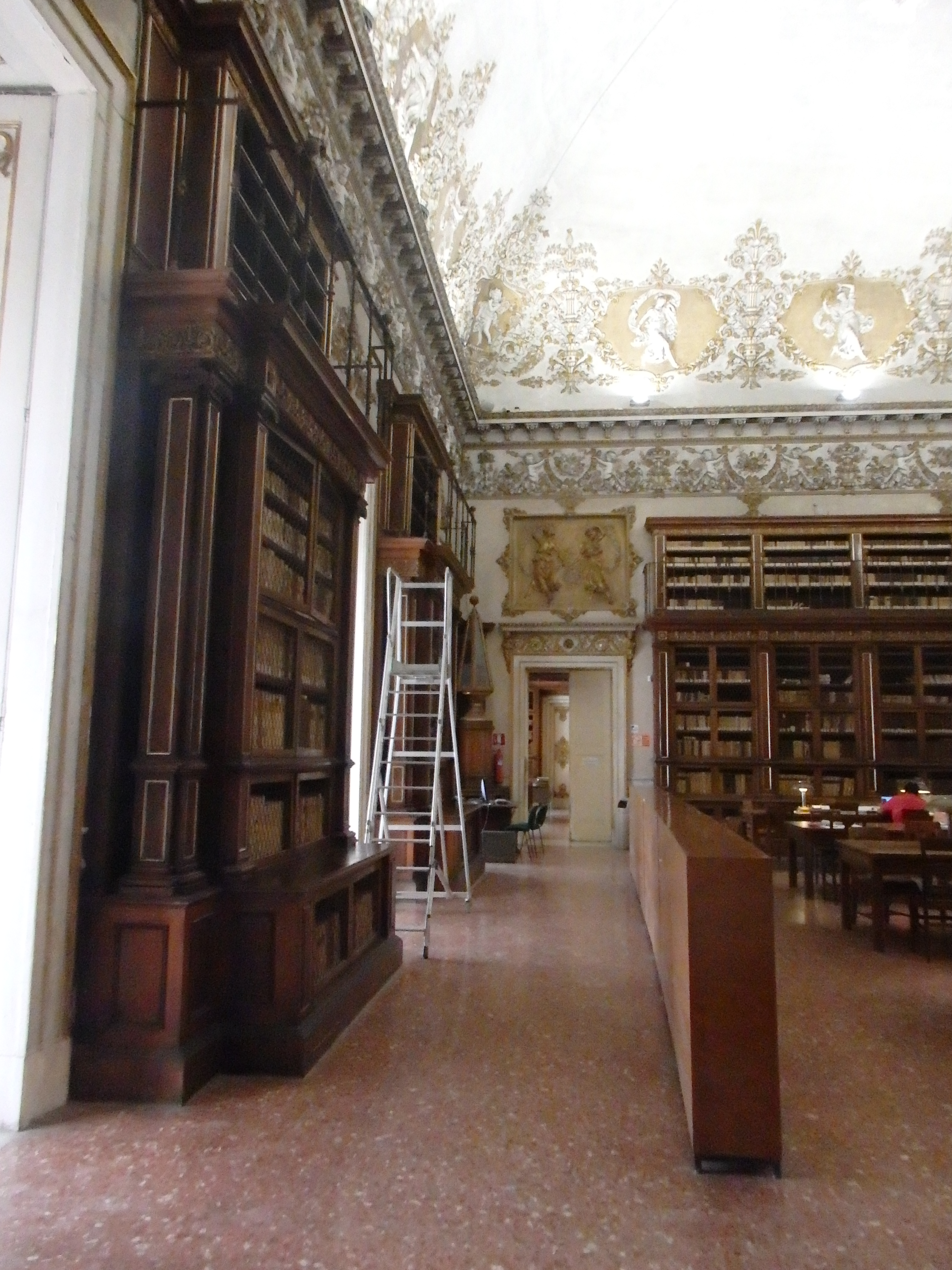
Una sala de la Biblioteca.
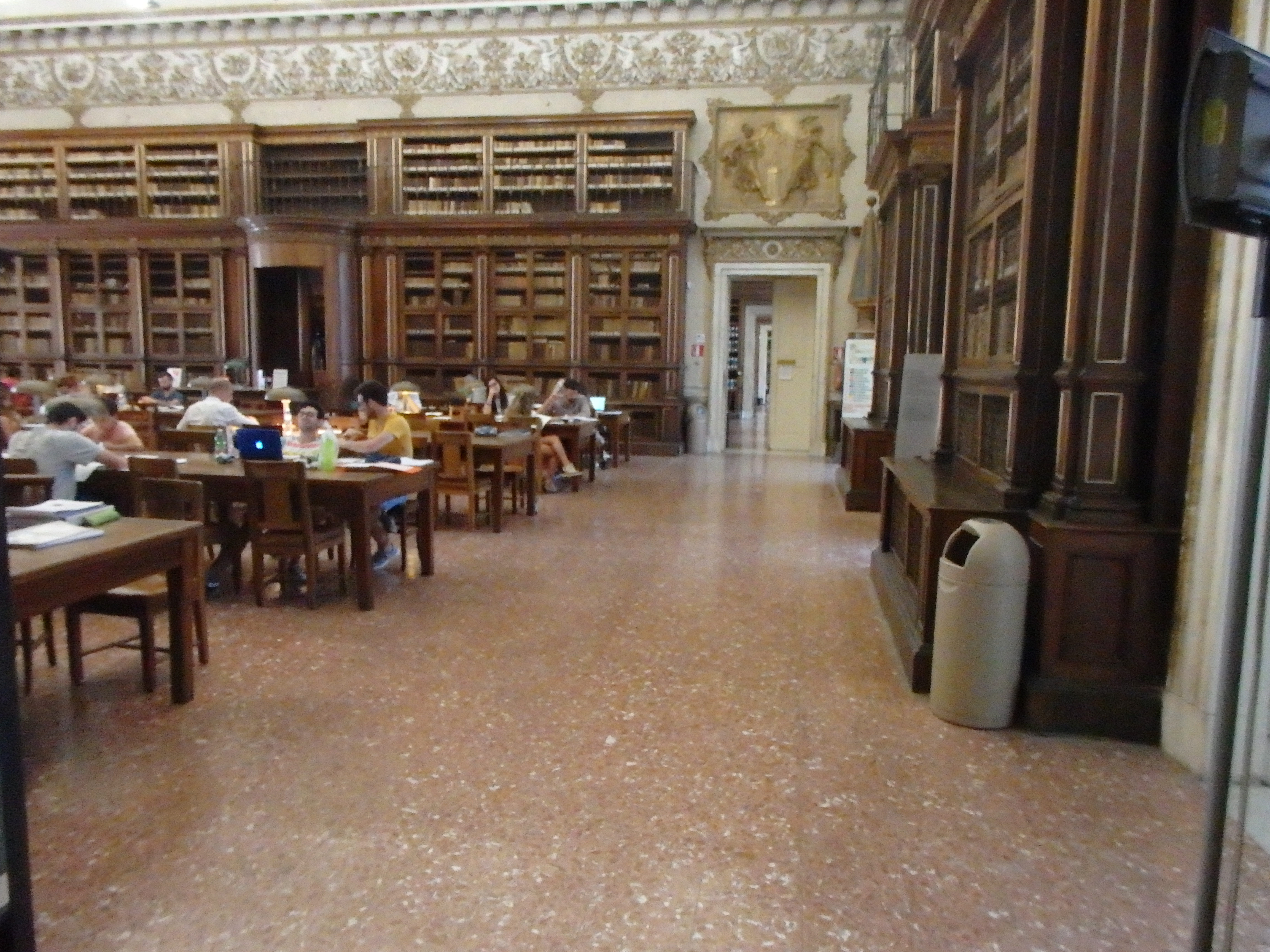
Sala de lectura.
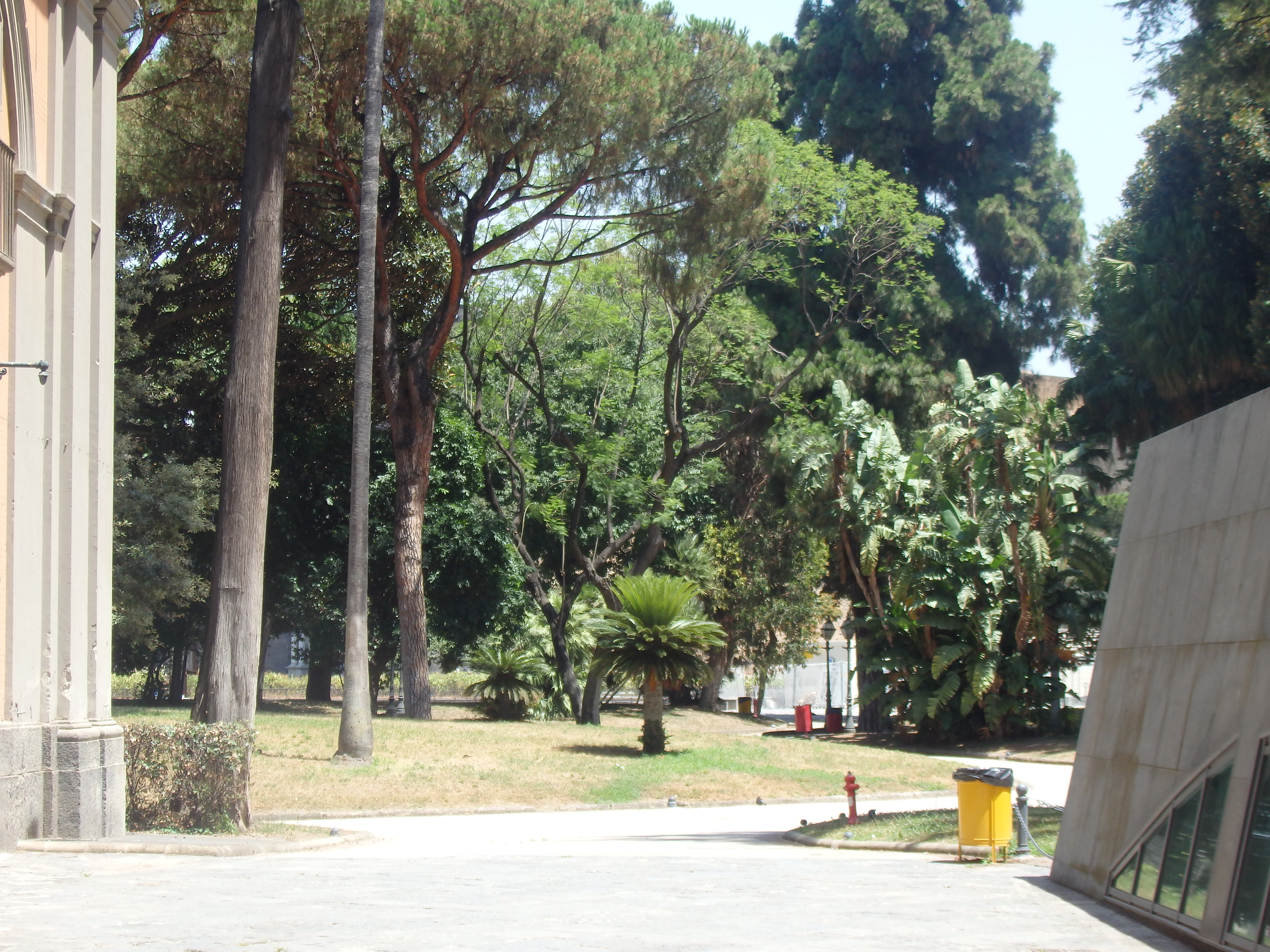
Jardines.
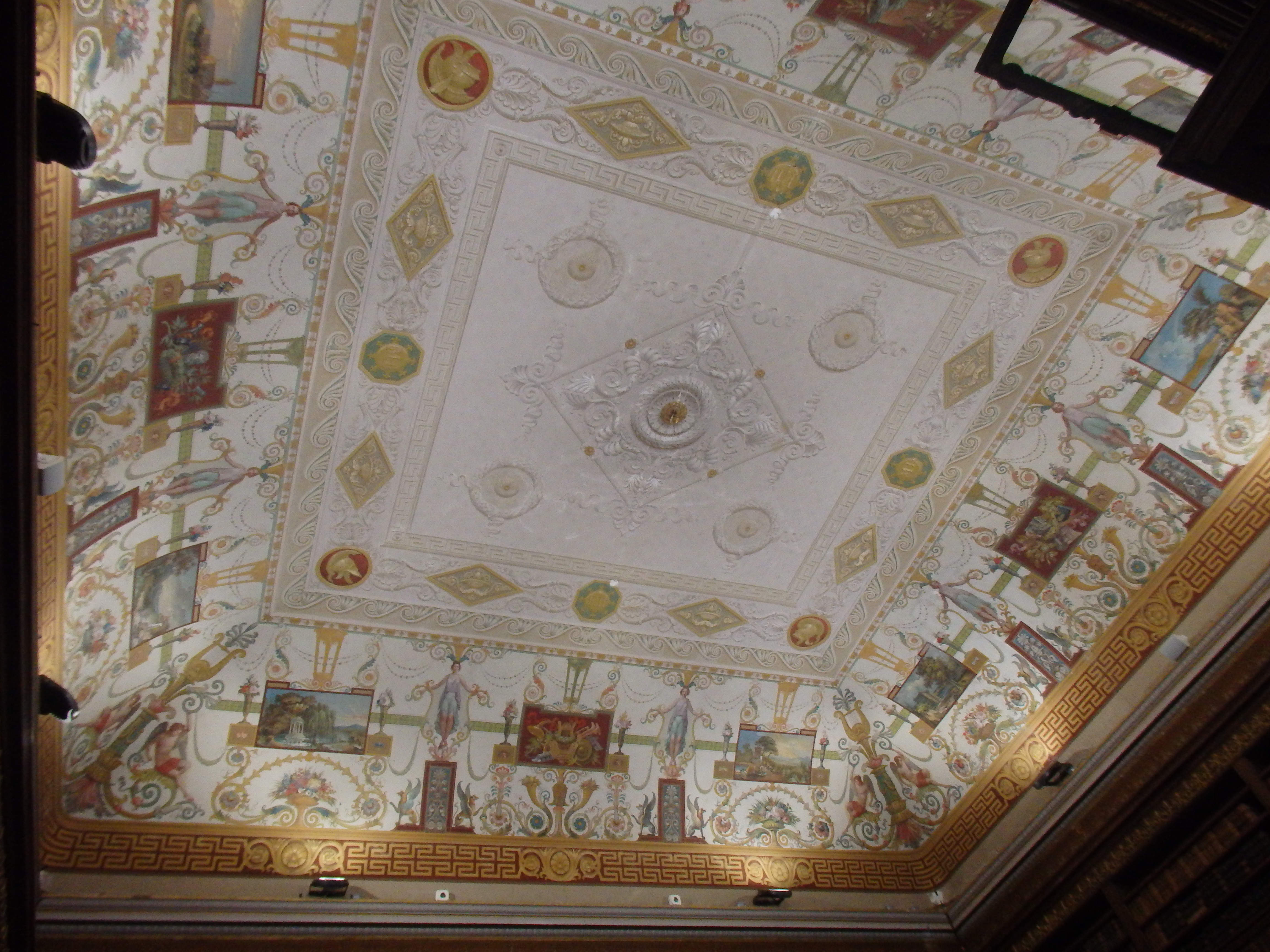
Particular del techo.
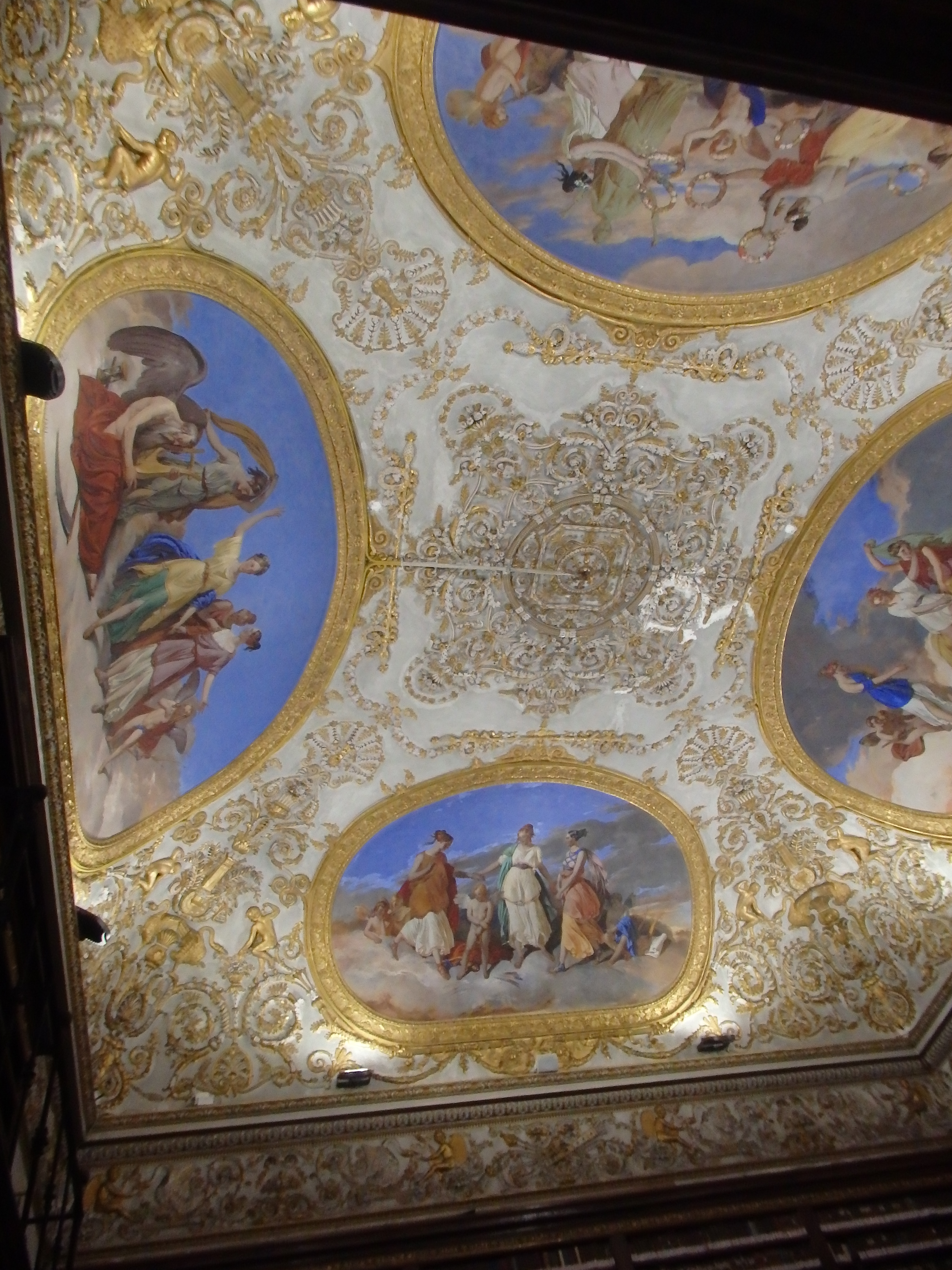
Particular del techo.
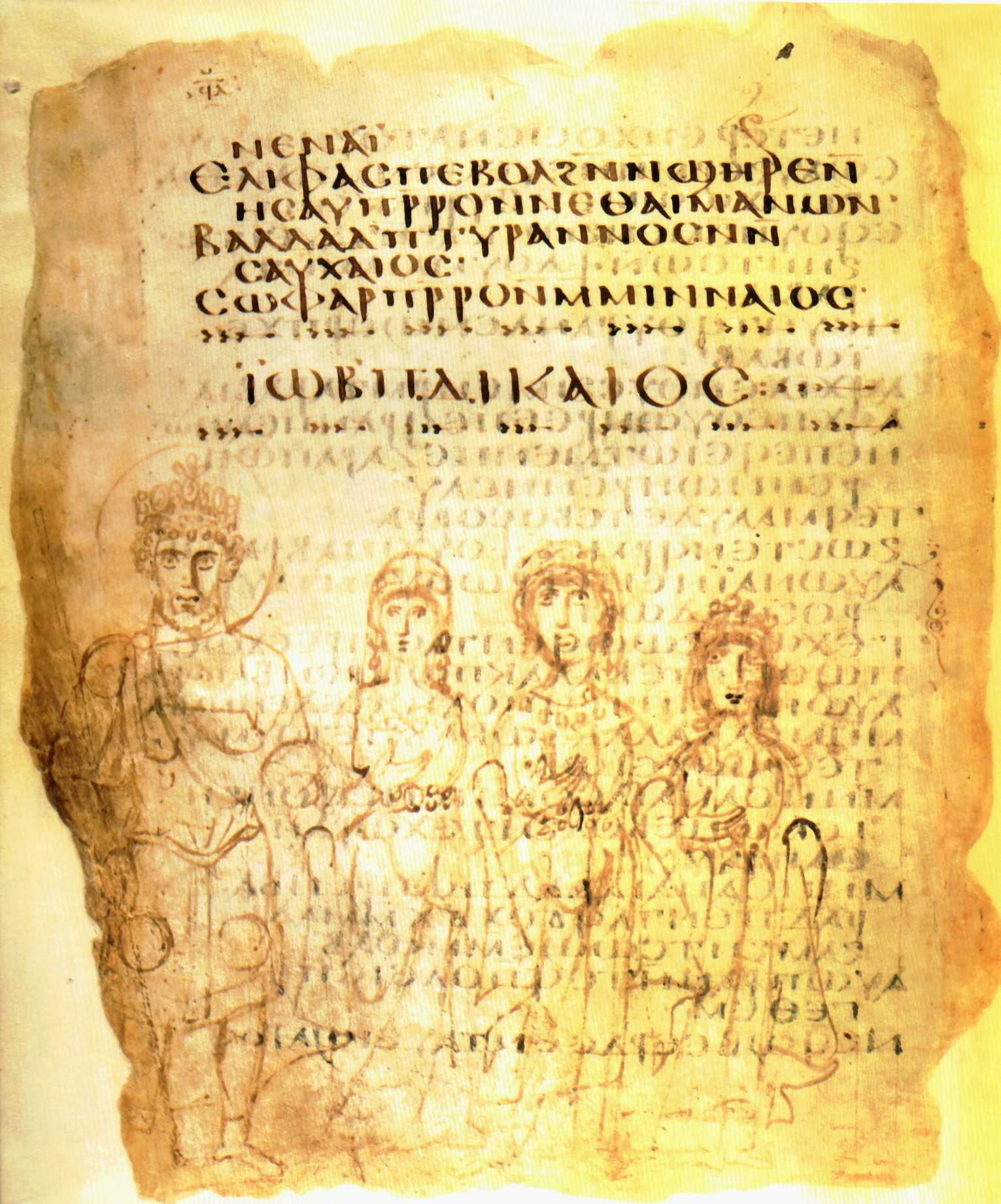
Fragmento del Antiguo Testamento en copto, siglo V.
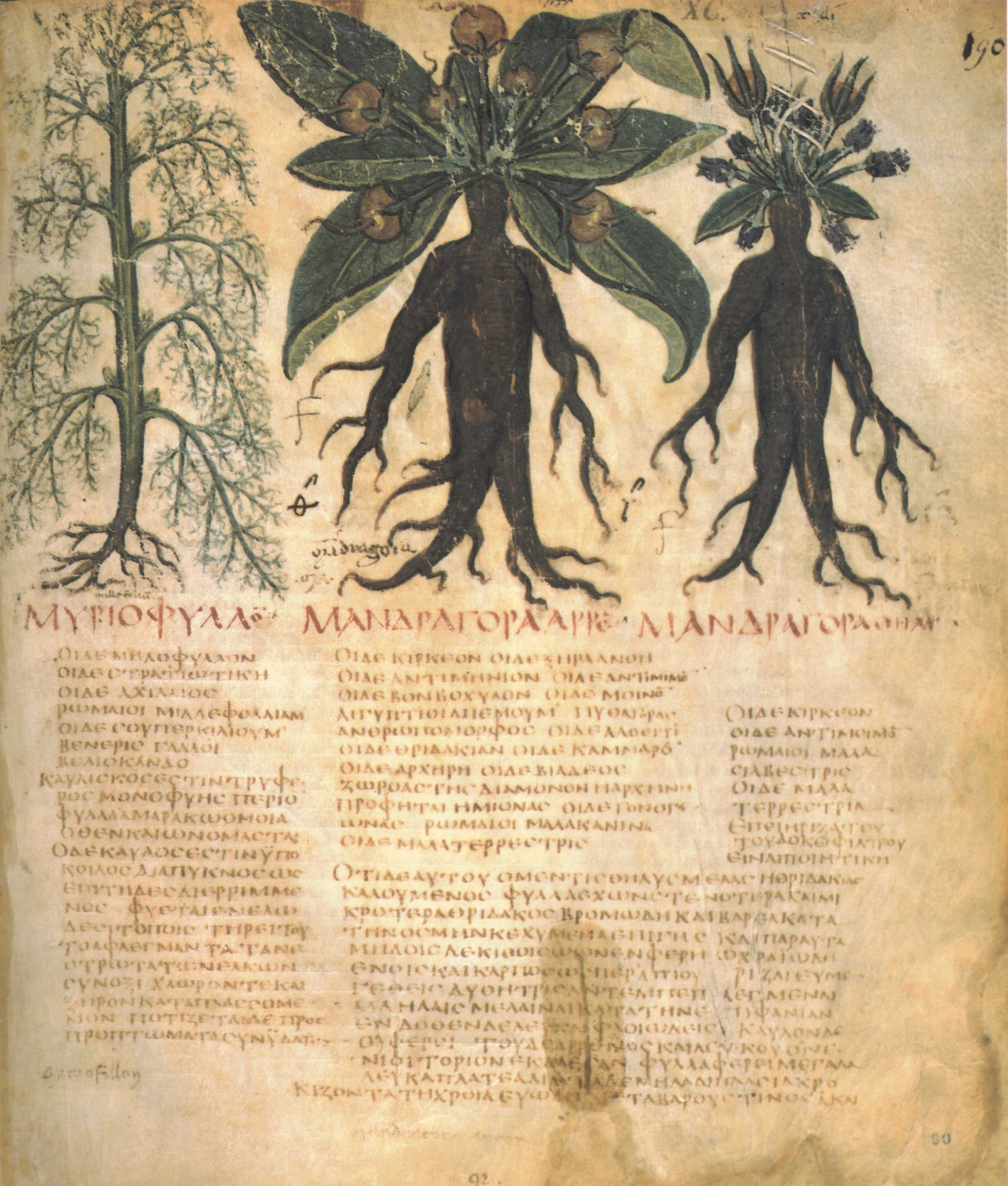
Página del Dioscurides Neapolitanus, siglo VI-VII.
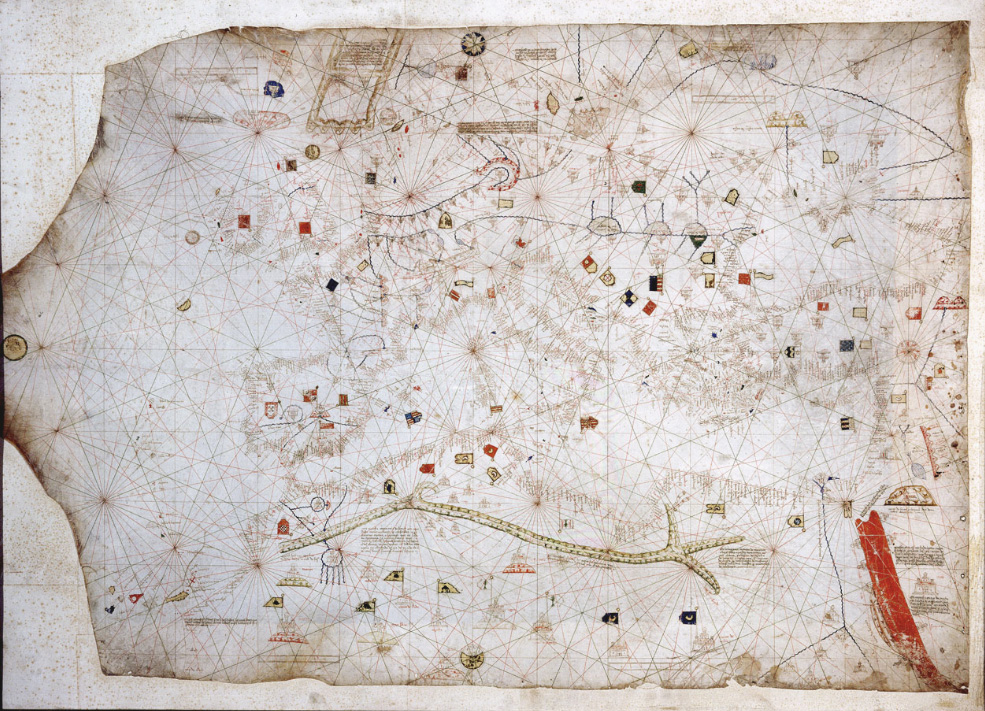
Carta de navegación de anónimo catalán, siglo XIV.
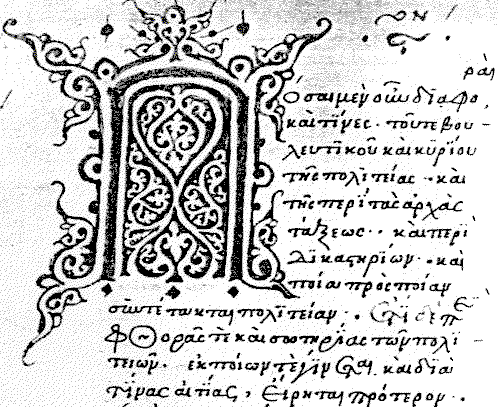
Manuscrito griego, siglo XV.
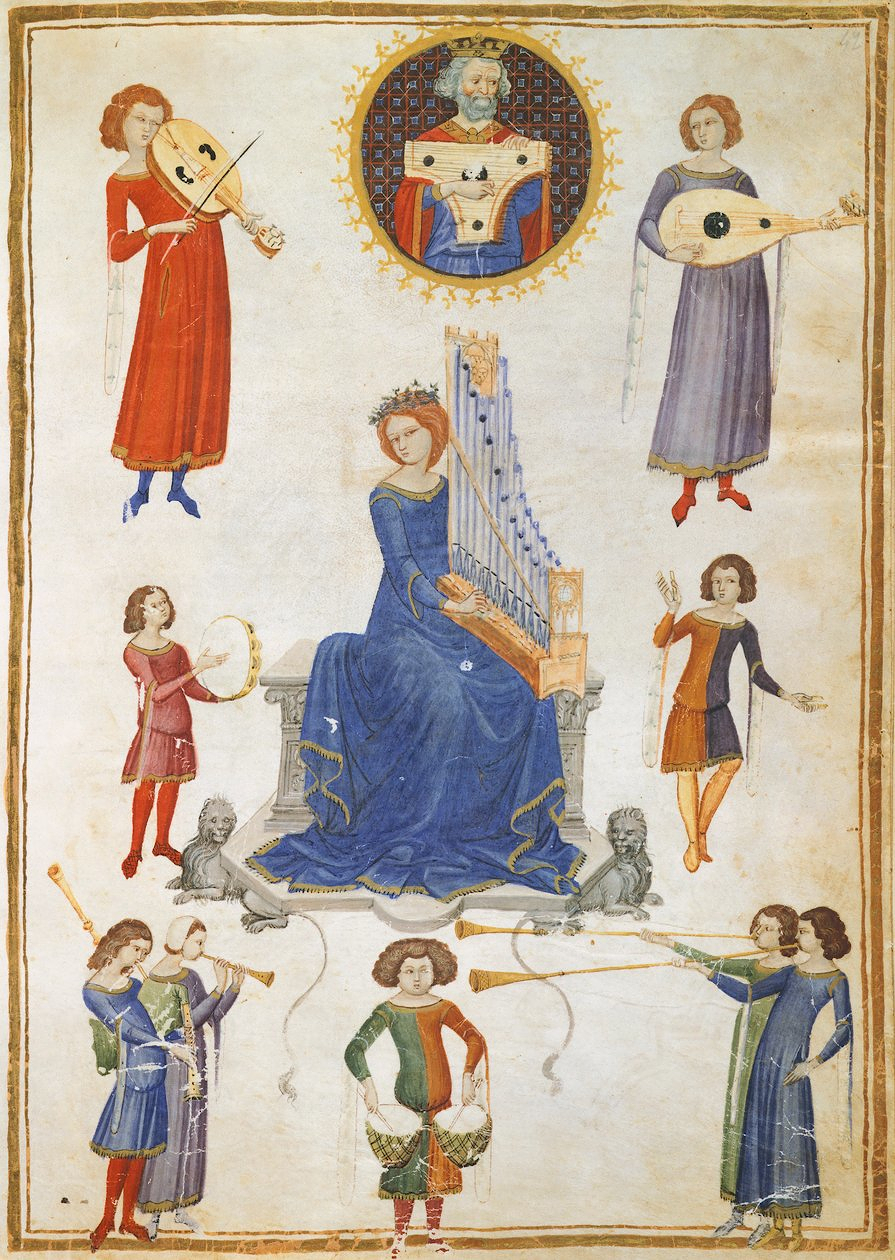
"El Rey David, la Señora Música y los músicos", del manuscrito De institutione musica de Boecio.